# Euphorbia actinoclada
Euphorbia actinoclada is een succulente plant uit de wolfsmelkfamilie (Euphorbiaceae). De soort komt voor in het noorden van Kenia en het zuiden van Ethiopië, waar hij groeit op grindachtige hellingen in bossen.
... · 
E. abdelkuri · 
E. abyssinica · 
E. acanthothamnos · 
E. actinoclada · 
E. adenopoda · 
E. alcicornis · 
E. alfredii · 
E. alluaudii · 
E. ambarivatoensis · 
E. ambovombensis · 
E. amygdaloides (Amandelwolfsmelk) · 
E. analalavensis · 
E. ankaranae · 
E. ankarensis · 
E. ankazobensis · 
E. antiquorum · 
E. antso · 
E. aprica · 
E. arahaka · 
E. aureoviridiflora · 
E. balsamifera · 
E. banae · 
E. beharensis · 
E. bemarahaensis · 
E. benoistii · 
E. berorohae · 
E. biaculeata · 
E. boissieri · 
E. boiteaui · 
E. boivinii · 
E. bongolavensis · 
E. bosseri · 
E. brachyphylla · 
E. caducifolia · 
E. candelabrum · 
E. cap-saintemariensis · 
E. capmanambatoensis · 
E. capuronii · 
E. caput-aureum · 
E. cedrorum · 
E. cyparissias (Cipreswolfsmelk) · 
E. dulcis (Zoete wolfsmelk) · 
E. epithymoides (Kleurige wolfsmelk) · 
E. erythraea ·
E. esula (Heksenmelk) · 
E. exigua (Kleine wolfsmelk) · 
E. handiensis ·
E. helioscopia (Kroontjeskruid) · 
E. ingens · 
E. lacei · 
E. lactea · 
E. lathyris (Kruisbladige wolfsmelk) · 
E. leuconeura · 
E. neriifolia · 
E. officinarum · 
E. palustris (Moeraswolfsmelk) · 
E. paralias (Zeewolfsmelk) · 
E. peplus (Tuinwolfsmelk) · 
E. platyphyllos (Brede wolfsmelk) · 
E. portlandica (Kustwolfsmelk) · 
E. pulcherrima (Kerstster) · 
E. regis-jubae · 
E. resinifera · 
E. royleana · 
E. seguieriana (Zandwolfsmelk) · 
E. stenoclada · 
E. stricta (Stijve wolfsmelk) · 
E. tirucalli · 
E. verrucosa (Wrattige wolfsmelk) · 
E. waringiae · 
...